# Adan Mohamed Nuur Madobe
Adan Mohamed Nuur Madobe (in somalo Aaden Maxamed Nuur Madoobe; in arabo ادم محمد نور مادوبي; Mandera, 1955) è un politico somalo.
Dal dicembre 2008 al gennaio 2009 è stato Presidente ad interim della Somalia. Dal gennaio 2007 al maggio 2010 è stato Presidente del Parlamento federale di transizione. Dal gennaio 2014 è Ministro dell'industria e del commercio con Abdiweli Sheikh Ahmed Primo ministro.